# ميشائيل فارفان
ميشائيل فارفان (بالإنجليزية: Michael Farfan)‏ (23 يونيو 1988 بسان دييغو في الولايات المتحدة - ) هو لاعب كرة قدم أمريكي في مركز الوسط. لعب مع دي.سي. يونايتد وسياتل ساوندرز وفيلادلفيا يونيون وكروز آزول وLA Laguna FC ‏ وVentura County Fusion ‏ وOgden Outlaws ‏ وOrange County Blue Star ‏.

## وصلات خارجية
- ميشائيل فارفان على موقع الاتحاد الدولي (مؤرشف)  (الإنجليزية)
- ميشائيل فارفان على موقع الدوري الأمريكي (الإنجليزية)
- ميشائيل فارفان على موقع قاعدة بيانات كرة القدم.إي يو (الإنجليزية)
- ميشائيل فارفان على موقع Soccerway.com (الإنجليزية)
- ميشائيل فارفان على موقع AS.com (الإسبانية)